# Malignancy
Malignancy es una banda de death metal proveniente de Yonkers, Nueva York, la cual se formó en 1992.

## Visión general
Malignancy es reconocida como una de las bandas de death metal más famosas de la escena de Nueva York junto con Incantation, Mortician y Suffocation.

## Historia
Malignancy se formó en febrero de 1992 por iniciativa del vocalista Danny Nelson y el guitarrista Javier Velez. Ellos lanzaron su primer demo, Eaten Out From Within en abril de 1993. Después de un múltiple cambio en la alineación y tres demos lanzados, la banda aseguró un contrato con United Guttural Records en 1998. Poco después, la banda lanzó su primer álbum, Intrauterine Cannibalism en la primavera de 1999, seguidamente de un EP titulado Motivated By Hunger. En el 2001 se lanzó un álbum recopilatorio titulado Ignorance Is Bliss el cual fue lanzado a través de Primitive Recordings y contiene material de sus primeros demos: Eaten Out From Within e Ignorance Is Bliss, además de un CD promocional de 1998. En el 2003 lanzaron otro EP, titulado Cross Species Transmutation. Después de esto, la banda comenzó una búsqueda de un sello discográfico durante tres años, la cual terminó cuando firmaron contrato con Willowtip Records en el 2006 y lanzado su segundo álbum titulado Inhuman Grotesqueries el 7 de agosto de 2007.

## Integrantes
- Danny Nelson - voz
- Ron Kachnic - guitarra
- Lance Snyder - bajo
- Mike Heller - batería

## Discografía

### Álbumes
- Intrauterine Cannibalism (1999)
- Inhuman Grotesqueries (2007)
- Eugenics (2012)

### Recopilatorios
- Ignorance Is Bliss (2001)

### EP y demos
- Eaten Out From Within (demo) (1992)
- Rotten Seed (demo) (1994)
- Ignorance Is Bliss (demo) (1997)
- Motivated By Hunger (EP) (2000)
- Cross Species Transmutation (EP) (2003)
- Promo 2005 (demo) (2005)